# پکفورتون
پکفورتون (به انگلیسی: Peckforton) یک روستا و محله مدنی در بریتانیا است که در چشایر شرقی واقع شده‌است. پکفورتون ۲۶۹ نفر جمعیت دارد.